# One Minute
„One Minute” cel de-al treilea single extras de pe cel de-al treilea album al cântăreței de origine americană Kelly Clarkson, intitulat My December.
În paralel cu lansarea din S.U.A., în Australia Kelly a lansat un alt single, intitulat One Minute, promovat numai în zona Oceaniei și a Australiei. Conform unor declarații date de către Clarkson, acestă melodie a fost inițial inclusă pe albumul Breakaway, dar a fost exculs de pe varianta finală a celui de-al doilea album al său. După ce a revizuit textul, cântăreața a hotărât să îl includă pe My December.
Kelly a interpretat melodia în timpul unui concurs Nascar, pe data de 18 februarie 2007. Brianne hotărâse să lanseze One Minute ca și primul single dar până la urmă a ales melodia Never Again ca și single principal.  
Inițial Clarkson nu prevăzuse o lansare individuală pentru Australia, dar din momentul în care piesa One Minute a câștigat o difuzare intensă la posturile de radio din această țară ea a hotărât să înceapă un mini-turneu format din cinci zile consecutive în care a promovat acest nou single.
Din pricina faptului că nu a existat un videoclip pentru această melodia, ea s-a clasat pe locul 23 în topul național al Australiei, bazându-se numai pe difuzările de la posturile radio.

## Pozițiile ocupate în clasamente
| Clasamentul (2007)                        | Poziția maximă ocupată |
| ----------------------------------------- | ---------------------- |
| Australian ARIA Singles Chart             | 36                     |
| Australian ARIA Physical CD Singles Chart | 23                     |